# 维勒马德
维勒马德（法語：Villemade，法語發音：[vilmad]）是法国奧克西塔尼大區塔恩-加龙省的一个市镇，属于蒙托邦区。

## 地理
维勒马德（44°4'31"N, 1°17'14"E）面积9.21 平方千米，位于法国奧克西塔尼大區塔恩-加龙省，该省份为法国西南部内陆省份，北起顺时针与洛特省、阿韦龙省、塔恩省、上加龙省、热尔省和洛特-加龙省接壤。
与维勒马德接壤的市镇（或旧市镇、城区）包括：阿尔伯弗耶-拉加尔德、巴里迪勒马德、拉弗朗赛斯、蒙塔斯特吕克、蒙托邦、皮克科斯。

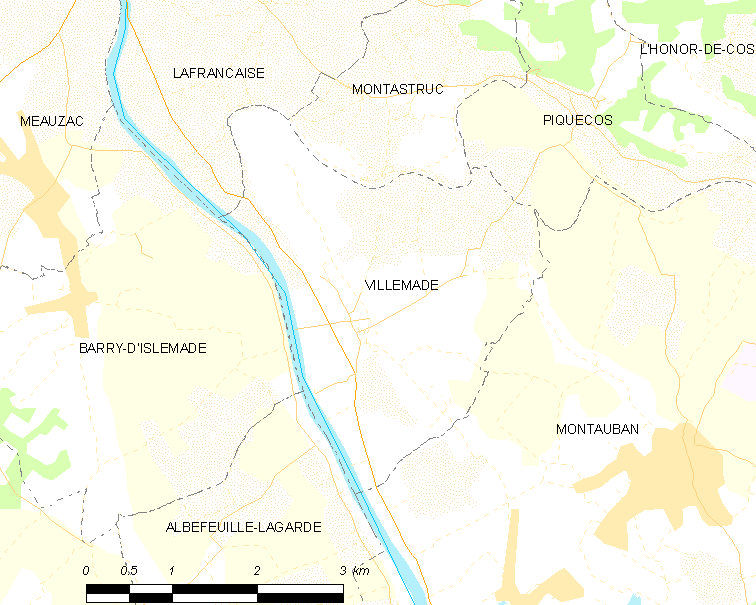
维勒马德的OSM定位图

维勒马德的时区为UTC+01:00、UTC+02:00（夏令时）。

## 行政
维勒马德的邮政编码为82130，INSEE市镇编码为82195。

## 政治
维勒马德所属的省级选区为凯尔西-阿韦龙县。

## 人口

1962-2008年间维勒马德人口变化图示

维勒马德于2022年1月1日时的人口数量为824人。